# Morto ou Vivo
Morto ou Vivo é um thriller político escrito por Tom Clancy e co-escrito por Grant Blackwood. Ele foi originalmente em 7 de dezembro de 2010, como parte da série de livros do Universo Jack Ryan.

## Sinopse
Quando Emir, o maior terrorista do mundo, líder do Comitê Revolucionário Omíada, prepara um ataque massivo ao coração dos Estados Unidos, resta ao Campus — uma agência secreta de Inteligência cujo único objetivo é caçar, localizar e eliminar terroristas — entrar em ação. Falhar não é uma opção para Jack Ryan Jr., filho do ex-presidente, e os outros experientes integrantes da agência. Qualquer erro pode significar a ruína dos Estados Unidos e de todo o Ocidente.